# Omegna Sportiva 1938-1939
Questa voce raccoglie le informazioni riguardanti l'Omegna Sportiva nelle competizioni ufficiali della stagione 1938-1939.

## Rosa
| N. |                   | Ruolo | Calciatore          |
| -- | ----------------- | ----- | ------------------- |
|    | Italia (bandiera) | D     | Adolfo Bricchi      |
|    | Italia (bandiera) |       | Pasquale Campagnoli |
|    | Italia (bandiera) | A     | Marco Cattaneo      |
|    | Italia (bandiera) | A     | Antonio Comolli     |
|    | Italia (bandiera) |       | Pietro Conca        |
|    | Italia (bandiera) |       | Antonio Cosioli     |
|    | Italia (bandiera) | C     | Carlo Grazioli      |
|    | Italia (bandiera) |       | Aniceto Iaversini   |
|    | Italia (bandiera) | C     | Mario Manfredi      |
|    | Italia (bandiera) |       | Aurelio Marazino    |

| N. |                   | Ruolo | Calciatore        |
| -- | ----------------- | ----- | ----------------- |
|    | Italia (bandiera) | C     | Ettore Mazzotti   |
|    | Italia (bandiera) |       | Carlo Pastore     |
|    | Italia (bandiera) |       | Mario Peroni      |
|    | Italia (bandiera) |       | Paolo Piotti      |
|    | Italia (bandiera) |       | Edmondo Rossi     |
|    | Italia (bandiera) |       | Ulderico Roveri   |
|    | Italia (bandiera) | D     | Narciso Sacchiero |
|    | Italia (bandiera) | A     | Alberto Savini    |
|    | Italia (bandiera) | P     | Luigi Sculli      |
|    | Italia (bandiera) | D     | Aldo Vismara      |